# Exploit (grupo musical)
Exploit foi um grupo italiano de rock progressivo ativo durante a década de 1970.

## História
O Exploit se tornou uma banda menos conhecida de Roma que realizou somente um raríssimo álbum, Crisi, para a pequena etiqueta CGO.
Um dos tantos discos menores com dois lados muito diferentes. O lado A contém uma longa suíte em três partes, enquanto no lado B há seis canções de gênero pop comercial, quatro das quais saídas também em 45 rotações.
Em relação às músicas, La lunga crisi é subdividida em três movimentos e tem algumas partes muito interessantes contendo os teclados de Crivelli como instrumento principal e algumas influências de Emerson Lake & Palmer e Le Orme. Uma das três partes da suíte é cantada em inglês, o resto em italiano. Somente por essa longa canção o álbum merece ser escutado, ainda que o preço do vinil original seja por demais elevado para o seu real valor musical.

## Formação
- Carlo Crivelli (teclado, voz)
- Enzo Cutuli (baixo, voz)
- Aldo Pignanelli (bateria, percussões)

## Discografia

### LP
- 1972 - Crisi (CGO FC 1008)

### CD
- 1989 - Crisi (Mellow, MMP 189) reedição do álbum de 1972.